# Danfung Dennis
Danfung Dennis é um fotógrafo e cineasta norte-americano. Como reconhecimento, foi nomeado ao Oscar 2012 na categoria de Melhor Documentário em Longa-metragem por Hell and Back Again.